# Dương vật giả có dây đeo

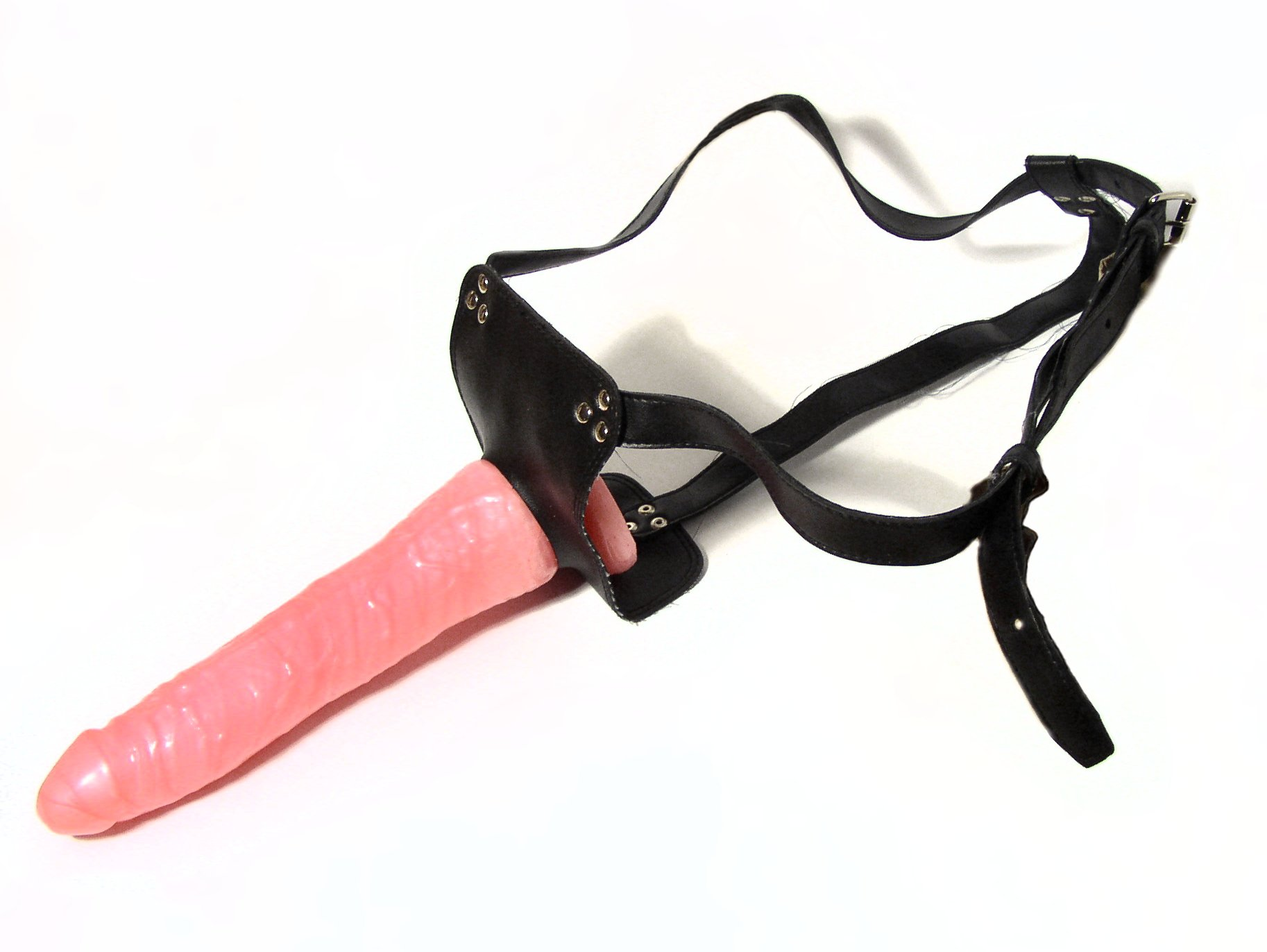
Dương vật giả có dây đeo cơ bản

Dương vật giả có dây đeo là một dương vật giả được thiết kế để đeo, thường là có dây đai, trong khi sinh hoạt tình dục. Dây đai và dương vật giả được làm theo nhiều kiểu khác nhau, với các biến thể về cách dây đai phù hợp với người đeo, cách dương vật giả gắn vào dây đeo, cũng như các tính năng khác nhau nhằm tạo điều kiện kích thích cho người đeo hoặc bạn tình. Dương vật giả có dây đeo thường được sử dụng nhất bởi phụ nữ đồng tính (hoặc nữ có quan hệ tình dục với nữ), nhưng có thể được sử dụng bởi người thuộc bất kỳ giới tính xã hội hoặc tính dục nào.
Dương vật giả có dây đeo có thể được sử dụng cho nhiều hoạt động tình dục, bao gồm quan hệ tình dục qua đường âm đạo, tình dục hậu môn, tình dục bằng miệng, tư thế "đóng cọc" hoặc thủ dâm lẫn nhau.